# Jean de Lattre de Tassigny

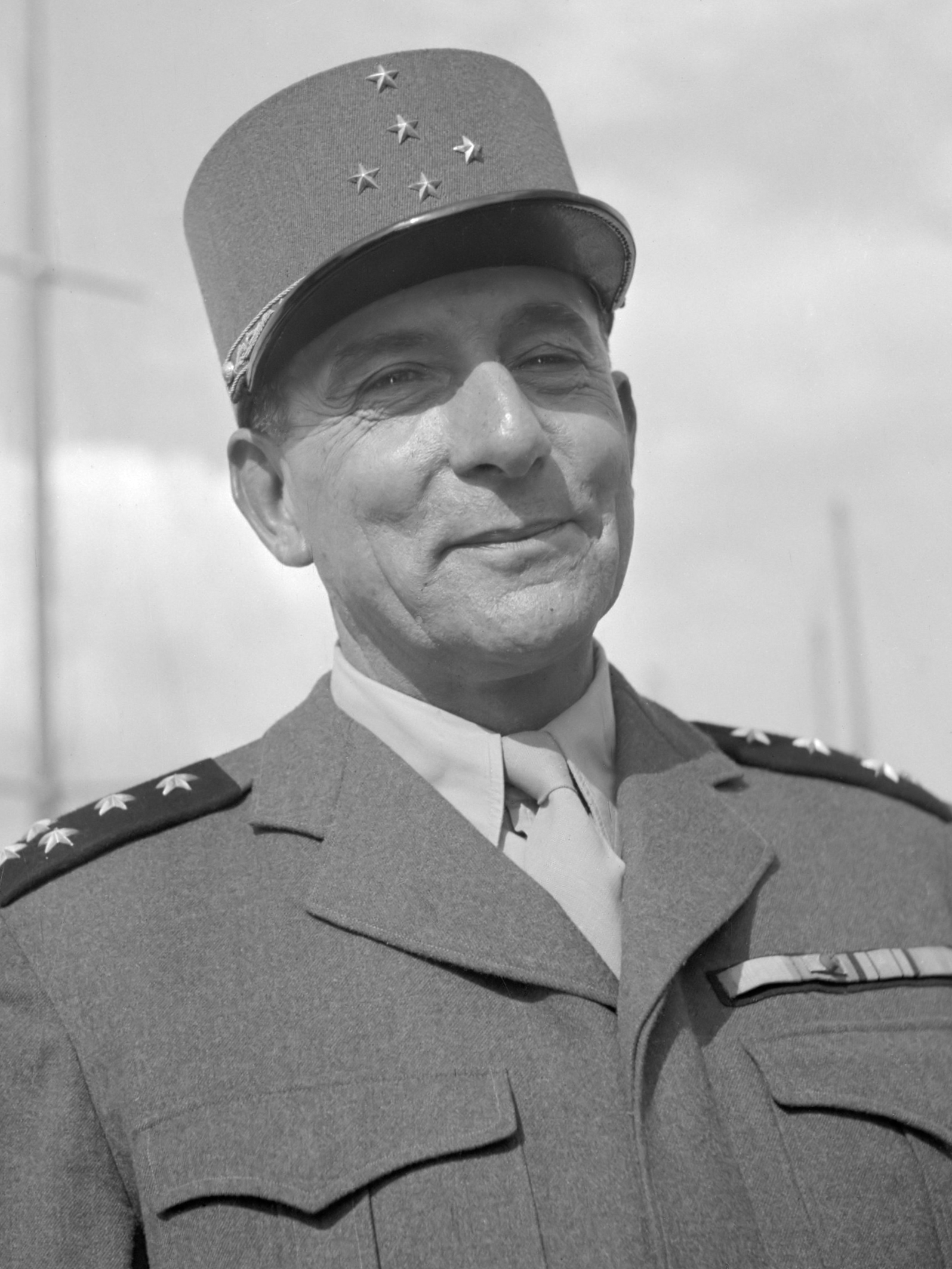
Jean de Lattre de Tassigny (1946)

Jean Joseph-Marie Gabriel de Lattre de Tassigny (* 2. Februar 1889 in Mouilleron-en-Pareds, Département Vendée; † 11. Januar 1952 in Paris) war ein französischer General und Oberkommandierender der 1. französischen Armee, die am Ende des Zweiten Weltkriegs Südwestdeutschland eroberte.

## Leben

### Ausbildung und Erster Weltkrieg
De Lattre wurde in eine französisch-flämische Familie geboren, besuchte das Collège Saint Joseph in Poitiers, von 1898 bis 1904 die Marineakademie und von 1908 bis 1911 die Militärakademie von Saint-Cyr. Danach besuchte er die Kavallerieschule in Saumur. 1912 wurde er zum 12e régiment de dragons (12. Dragonerregiment) im französisch-lothringischen Pont-à-Mousson versetzt, nahm als Capitaine des 93e régiment d’infanterie am Ersten Weltkrieg teil. Dabei wurde er viermal verwundet.

### Zwischenkriegszeit
Von 1919 bis 1921 wurde er zum 49e régiment d’infanterie nach Bayonne versetzt, danach nahm er von 1924 bis 1925 am Rif-Krieg in Marokko teil. 1927 heiratete er Simone de Lamazière, mit der er 1928 den Sohn Bernard bekam. 1929 wurde er zum Chef de bataillon des 5e régiment d’infanterie in Coulommiers befördert. 1932 wurde er zum Generalstab unter General Maxime Weygand, Vizepräsident des Obersten Kriegsrats, im Rang eines Lieutenant-colonel abkommandiert. Drei Jahre später war er Kommandant des 151e régiment d’infanterie in Metz im Rang eines Colonel. 1935 wurde er zum Chef der Militärakademie Saint-Cyr berufen. Zwischen 1937 und 1938 belegte er Kurse im Zentrum der Hohen Militärschule und wurde Chef des Generalstabes des Gouverneurs von Straßburg. Am 23. März 1939 wurde er zum jüngsten Général de brigade in der französischen Geschichte befördert und am 2. September 1939 zum Chef des Generalstabes der 5. Armee ernannt.

### Zweiter Weltkrieg
Ab dem 1. Januar 1940 kommandierte de Lattre de Tassigny das 14e régiment d’infanterie in Rethel. Es kämpfte gegen die deutschen Truppen an der Front in der Champagne und an der Yonne bis zum Waffenstillstand.
De Lattre blieb als Kommandeur der 13. Militärregion der Vichy-französischen Streitkräfte zunächst bis 1941 in Clermont-Ferrand, danach als Général de division in Tunesien bis Ende 1941 aktiv. Er übernahm danach als Général de corps d’armée die 16. Division in Montpellier. Als die Wehrmacht wegen der Landung der Alliierten in Nordafrika im November 1942 in die „unbesetzte, freie Zone“ eindrang (Unternehmen Anton), begann er in der Nähe von Cette-Eygun am Rande der Pyrenäen eine Streitmacht gegen die deutschen Besatzer zu organisieren und eine Widerstandsstellung zu schaffen. Er verweigerte den Befehl, nicht zu kämpfen, was ihm am 12. November 1942 in Saint-Pons-de-Thomières eine Verhaftung durch die Vichy-Polizei und eine Verurteilung zu zehn Jahren Haft einbrachte.
Nachdem de Lattre am 3. September 1943 aus dem Gefängnis in Riom hatte flüchten können, gelangte er über London am 20. Dezember 1943 nach Algier, wo ihm von General Charles de Gaulle das Oberkommando über die sogenannte französische B-Armee im Rang eines Général d’armée als Nachfolger General Henri Girauds übertragen wurde. Die französische B-Armee war eine von zwei Armeen der Southern Group of Armies, auch unter American 6th Army Group bekannt, die aufgestellt wurde, um an der Invasion Südfrankreichs (Operation Dragoon) teilzunehmen. Die andere Armee war die 7. US-Armee, die von General Alexander M. Patch kommandiert wurde. De Lattre landete am 16. August 1944 in der Provence in Südfrankreich und seine Truppen begannen ihren Marsch zur Befreiung Frankreichs mit der Einnahme von Toulon und Marseille, beide am 28. August 1944. Am 25. September 1944 wurde die französische B-Armee in 1. französische Armee umbenannt.
Die Truppen der Wehrmacht zogen sich sehr schnell (teils überstürzt) Rhone-aufwärts zurück; die Westalliierten (darunter de Lattres Armee) kamen sehr zügig und unter geringen Verlusten voran. Durch General de Gaulle ermutigt, wurden die Mitglieder der französischen Résistance, die den Kampf fortzusetzen wünschten, von General de Lattre in die 1. Armee eingegliedert. Im September und Oktober 1944 gab es nur örtliche Kampfhandlungen.
Vom 12. November 1944 bis 19. Dezember 1944 fand der Kampf um Elsaß-Lothringen statt. Die Ardennenoffensive zwang die westalliierten Truppen am 19. Dezember zum Abbruch der Angriffe und zur Umgliederung der 3. Armee. Dadurch herrschte im Elsass und in Lothringen Ruhe bis zum 31. Dezember 1944; dann begann dort mit dem Unternehmen Nordwind die letzte deutsche Offensive an der Westfront.
Um den 1. April 1945 herum überquerte Lattres Armee als Teil der alliierten Expeditionsstreitkräfte den Rhein und stieß über Süddeutschland südlich der Donau bis nach Vorarlberg und Tirol vor. Obwohl US-Armeegeneral Jacob L. Devers, Kommandeur der 6th Army Group, befohlen hatte, Stuttgart von Heilbronn aus, also vom Norden her einzunehmen, beorderte de Lattre auf direkten Befehl von General de Gaulle zwei Divisionen aus Richtung Horb von Süden aus nach Stuttgart. Sie nahmen sukzessive Tübingen (18. April), Reutlingen (19. April), Esslingen (21. April) und Stuttgart (22. April) ein. Am 16./17. April 1945 kam es unter seinem Kommando zum verheerenden Angriff auf die Stadt Freudenstadt. Kritik gab es dabei besonders aufgrund von Berichten über Tausende Vergewaltigungen von Frauen durch de Lattres Truppen, denen er drei Tage Straffreiheit zusicherte. (siehe auch Kriegsverbrechen der Alliierten im Zweiten Weltkrieg#Frankreich)
Als ab dem 19. April die Straße zwischen Oberkirch und Freudenstadt als Aufmarsch- und Nachschubweg zur Verfügung stand, setzte de Lattre zu einer Zangenbewegung nach Süden an, um das dort operierende XVIII. SS-Armeekorps niederzuwerfen. Ausbruchsversuche der eingekreisten Wehrmacht-Divisionen zwischen Villingen und Donaueschingen misslangen fast vollständig. Am 23. April erreichten die französischen Truppen Radolfzell am Bodensee und am 29. April 1945 wurde mit der Einnahme von Markdorf der Krieg in Südwestdeutschland beendet. De Gaulle untersagte de Lattre die von General Jacob L. Devers am 26. April 1945 gegenüber dem Truppenkommandeur Joseph de Goislard de Monsabert geforderte Übergabe der Stadt Stuttgart.
De Lattre repräsentierte Frankreich, als die Vertreter der deutschen Streitkräfte im Supreme Headquarters Allied Expeditionary Force (SHAEF) in Reims am 7. und 8. Mai 1945 im Hauptquartier von Marschall Schukow in Berlin-Karlshorst die bedingungslose Kapitulation der Wehrmacht unterzeichneten bzw. wohnte ihr, neben General Spaats/USA als Zeuge bei. Später vertrat er Frankreich im Alliierten Kontrollrat in Berlin.

### Nachkriegszeit
Am 12. Mai 1945 bezog er die Villa Wacker in Lindau im Bodensee.
Zwischen Dezember 1945 und März 1947 wurde er Generalinspekteur und Generalstabschef der Armee. Im März 1947 wurde er Generalinspekteur der Armee und Oberbefehlshaber der Landstreitkräfte der Westunion. Vom Oktober 1948 bis Dezember 1950 war er Oberbefehlshaber aller NATO-Streitkräfte in Westeuropa in Fontainebleau.
De Lattre wurde 1950 bis 1952 Hochkommissar und Oberbefehlshaber des Expeditionskorps in Indochina und in Ostasien und stellte die nationale vietnamesische Armee auf. Tief betroffen vom Tod seines Sohnes Bernard im Indochinakrieg und an Krebs erkrankt, kehrte er nach Frankreich zurück. Er starb an den Folgen einer Operation und wurde in seinem Geburtsort Mouilleron-en-Pareds beigesetzt.
1952 verlieh ihm die Pariser Regierung postum den Ehrentitel Marschall von Frankreich. Anlässlich des 50. Todestages des Marschalls enthüllte der damalige französische Staatspräsident Jacques Chirac im Januar 2002 eine Ehrentafel für De Lattre in der Cathédrale Saint-Louis-des-Invalides.

## Schriften
- Première Armée Française. Ordres du jours et Messages. Strasbourg, 1945
- Textes du général de Lattre de Tassigny. Paris, 1947
- Histoire de la 1re Armée française. édition Plon, 1949.
- Général de Lattre, la victoire à Berlin 1945. Paris 1949
- Œuvres Libres. Paris 1949
- Ne pas subir – Écrits 1914–1952. Paris 1984
- Reconquérir: 1944–1945. Textes réunis et présentés par Jean-Luc Barre, Plon, 1985